# 编码 (书籍)
《编码：隐匿在计算机软硬件背后的语言》（英語：Code:The Hidden Language of Computer Hardware and Software）是一部于2000年10月出版（中文译本于2012年10月出版）的一部介绍计算机工作原理的图书，由美籍编程界作家查尔斯·佩措尔德（Charles Petzold）所著，面向于对计算机不了解的人群，从基本物理学及二进制数来对计算机进行讲解。

## 概要
作者对传递信息、电学、二进制数及逻辑判断进行说明，再利用介绍过的原理讲解计算机的运行原理，到最后就现代计算机进行深入探究。

## 写作动机
作者查尔斯·佩措尔德写这本书主要为了让不精通计算机的人了解计算机，所以在开头使用生活中最为熟悉的一些物品进行说明。
作者在很早之前已经想要写一本类似的书，通俗地介绍计算机是如何工作的，也想让这本书能保持两年以上不会过时，让自己的家庭与非程序员的朋友阅读这本书。